# Dennis Gyllensporre

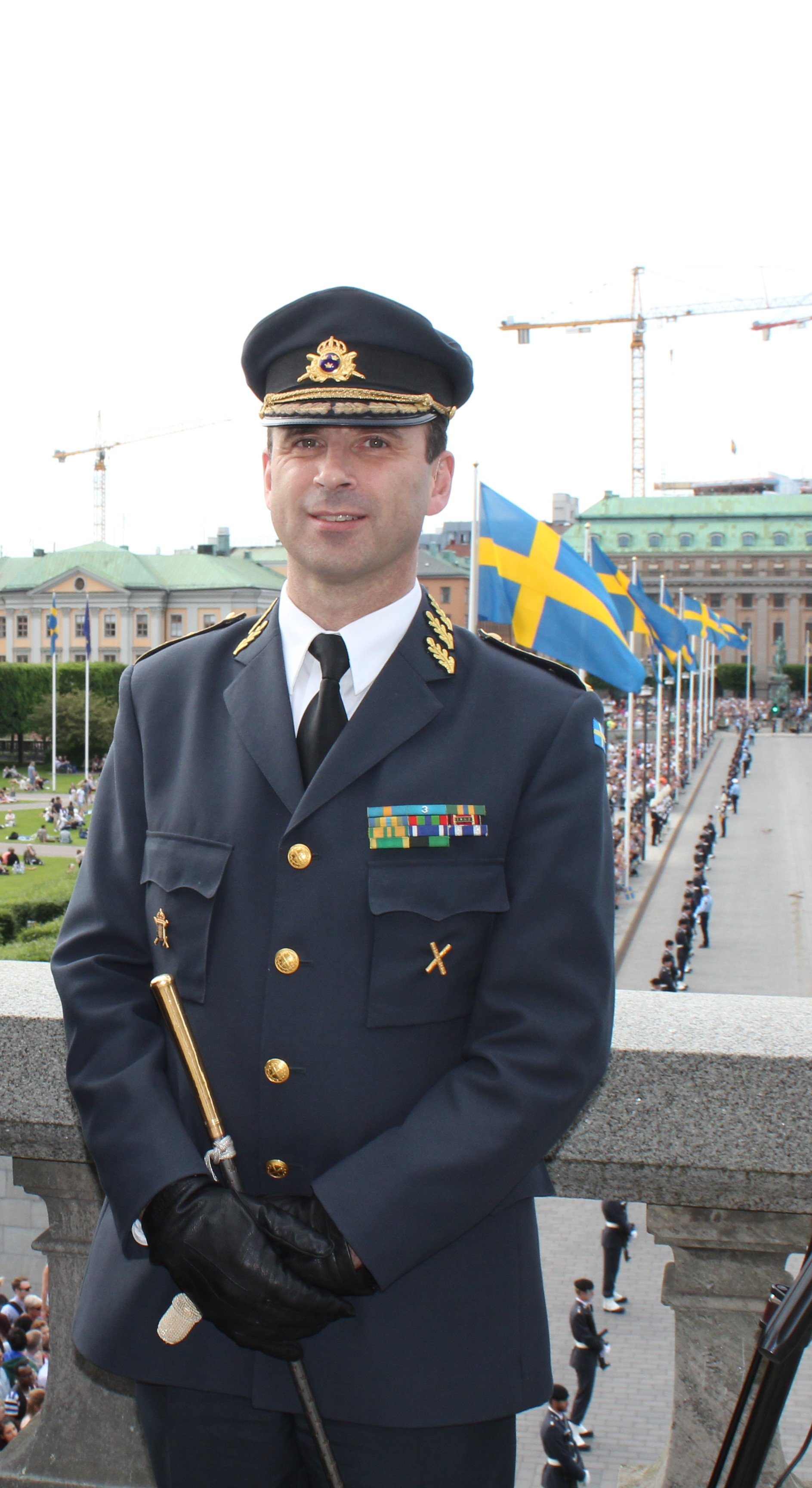
Dennis Gyllensporre, 2015

Tage Dennis Gyllensporre (Geburtsname: Tage Dennis Öztürkmen; * 14. Juli 1964 in Skellefteå, Västerbottens län) ist ein schwedischer Offizier des Heeres, der als Generalleutnant vom 2. Oktober 2018 bis zum 14. Januar 2022 Kommandeur der Streitkräfte der Multidimensionalen Integrierten Stabilisierungsmission der Vereinten Nationen in Mali (MINUSMA) war.

## Leben
Gyllensporre, Sohn des aus der Türkei stammenden Lehrers Güray Öztürkmen und der Schwedin Irene Johansson, nahm den Namen Gyllensporre an und absolvierte zwischen 1985 und 1991 ein Studium an der Königlichen Technischen Hochschule KTH (Kungliga Tekniska högskolan) und der Maastricht University, das er mit einem Master abschloss. Während dieser Zeit trat er 1987 als Fähnrich (Fänrik) in das Heer (Armén) der Streitkräfte (Försvarsmakten) ein und diente zwischen 1987 und 1995 als Zugführer und Kompaniechef des in Norrbotten stationierten Fernmelderegiments (Norrlands signalregemente), wo er 1988 zum Leutnant (Löjtnant), 1991 zum Hauptmann (Kapten) und 1994 zum Major befördert wurde. Während dieser Zeit absolvierte er von 1994 bis 1997 ein postgraduales Studium an der Hochschule für Verteidigung (Försvarshögskolan) sowie der University of Warwick, das er mit einem Master of Business Administration (MBA) im Fach Strategisches Management beendete.
Seine ersten Erfahrungen bei Auslandseinsätzen sammelte Gyllensporre von 1997 bis 1998 als Verbindungsoffizier der Stabilisierungsstreitkräfte SFOR (Stabilisation Force), der NATO-Schutztruppe für Bosnien und Herzegowina, und war nach seiner Rückkehr zwischen 1998 und 2000 Referent für Nationale und NATO-/Partnerschaft-für-den-Frieden-Einsätze im Planungsstab (J 5) im Verteidigungsstab der Streitkräfte und erhielt dort 2000 seine Beförderung zum Oberstleutnant (Överstelöjtnant). Ein darauf folgendes weiteres postgraduales Studium im Fach Kriegskunst und Militärwissenschaft am Command and General Staff College (CGSC) der US Army in Fort Leavenworth schloss er 2001 mit einem Master of Military Arts and Science ab und wurde als bester ausländischer Absolvent mit dem Dwight D. Eisenhower Award ausgezeichnet. Danach war er von 2001 bis 2002 Kommandeur eines Bataillons des in Boden stationierten 19. Infanterieregiments (Norrbotten Regiment), einem gepanzerten leichten Infanterieregiment für arktische Einsätze, sowie zwischen 2001 und 2005 Militärischer Berater der Abteilung für Internationale und Sicherheitsangelegenheiten im Verteidigungsministerium (Försvarsdepartementet). Diese Verwendung war von 2002 bis 2003 durch einen Einsatz als Vize-Vorsitzender und Leitender Operationsoffizier der Gemeinsamen Militärmission in den Nuba-Bergen im Südsudan unterbrochen.
Nach seiner Beförderung zum Oberst (Överste) fungierte Gyllensporre zwischen 2005 und 2008 als Leiter des Referats für Doktrin und Konzeptionierung im Militärstab der Europäischen Union in Brüssel. Während dieser Zeit begann er im Januar 2007 ein Studium an der School of Governance der Universität Maastricht, das er im November 2010 mit einem Doctor of Philosophy (Ph.D.) in den Fächern Politikfeldanalyse und -lenkung erwarb. Während dieser Zeit war er während des seit 2001 andauernden Krieges in Afghanistan 2008 Chef des Regionalkommandos Nord der Internationalen Sicherheitsunterstützungstruppe ISAF (International Security Assistance Force) in Mazar-i-Sharif. Nach seiner Rückkehr wurde er 2008 Chef des Stabes im Stab der Obersten Kommandeure, nach seiner Beförderung zum Brigadegeneral (Brigadgeneral) 2010 Leiter der Abteilung für Streitkräfteentwicklung sowie nach seiner Beförderung zum Generalmajor 2012 Leiter der Planungs- und Grundsatzabteilung im Hauptquartier der Schwedischen Streitkräfte und übte diese Funktion bis zu seiner Ablösung durch Konteradmiral Jonas Haggren 2014 aus.
Im November 2014 wurde Gyllensporre zum Generalleutnant (Generallöjtnant) befördert und löste Generalleutnant Jan Salestrand als Chef des Verteidigungsstabes (Chef för Ledningsstaben/chef för Högkvarteret), als Chef des Spezialstreitkräfte der Streitkräfte (Försvarsmaktens specialförband) sowie zudem als Generalkommandant von Stockholm (Överkommendant i Stockholm). Er war zudem Beigeordneter Professor für Strategie und Politikwissenschaft an der Schwedischen Verteidigungsuniversität, Mitglied der Königlich Schwedischen Akademie für Kriegswissenschaften (Kungliga Krigsvetenskapsakademin), Mitglied des Beirates der Agentur für Zivilschutz und Notfälle MSB (Myndigheten för samhällsskydd och beredskap) sowie Mitglied des Verwaltungsrates der nach der am 11. September 2003 ermordeten Außenministerin Anna Lindh benannten Anna Lindh Akademin.
Am 30. August 2018 ernannte UN-Generalsekretär António Guterres Generalleutnant Gyllensporre zum Kommandeur der Streitkräfte der Multidimensionalen Integrierten Stabilisierungsmission der Vereinten Nationen in Mali (MINUSMA). Auf diesem Posten löste er am  2. Oktober 2018 den aus Belgien stammenden Generalmajor Jean-Paul Deconinck ab. Am 14. Januar 2022 gab er das Kommando an den niederländischen Generalleutnant Cornelis Johannes Matthijssen weiter. 2024 wurde sie mit dem Kommandeur mit Großkreuz des Schwertordens ausgezeichnet.
Aus seiner 1992 geschlossenen Ehe mit Helena Nordgren gingen drei Kinder hervor.